# Banyoma
Banyoma is een geslacht van vliesvleugeligen uit de familie Eurytomidae. De wetenschappelijke naam van dit geslacht is voor het eerst geldig gepubliceerd in 1971 door Burks.

## Soorten
Het geslacht Banyoma omvat de volgende soorten:
- Banyoma philippinensis Burks, 1971
- Banyoma townesi Narendran, 1994